# Belyaevostella hyugaensis
Belyaevostella hyugaensis is een zeester uit de familie Caymanostellidae.
De wetenschappelijke naam van de soort werd in 1994 gepubliceerd door Fujita, Stampanato & Jangoux.